# Damat Ferid paša
Damat Ferid paša (1853–1923) bio je prijatelj turskog kalifa Abdulmedžida II i dva puta veliki vezir Osmanskog carstva za vreme vladavine Mehmeda VI, kalifovog brata od strica. Njegov otac, član sultanskog Divana, Izet Efendić preselio se u Istanbul iz rodnog sela Potoci, kod Pljevalja (Crna Gora). Bio je poznat kao neprijatelj Mustafe Kemala (verovatno zbog toga što je znao da Mustafa Kemal želi da sruši imperiju i stvori republiku). Zbog toga ga lokalne vlasti Mustafe Kemala osuđuju na smrt.